# Arjuna (Anime)
Arjuna (jap. 地球少女アルジュナ, Chikyū shōjo Arujuna, dt. „Erdenmädchen Arjuna“) ist eine 13-teilige Anime-Fernsehserie aus dem Jahr 2001.
Die Serie handelt von einem Mädchen, das mit den ökologischen und sozialen Problemen der modernen Gesellschaft konfrontiert wird. Das Werk lässt sich in die Genre Action, Drama, Science Fiction und Magical Girl einordnen.

## Handlung
Bei einem Motorradunfall mit ihrem Freund Tokio (大島 時夫, Ōshima Tokio) stirbt die Oberschülerin Jūna (有吉 樹奈, Ariyoshi Jūna). Auf dem Weg ins Jenseits trifft sie auf den als TI1 bezeichneten Chris Hawken (クリス・ホーケン, Kurisu Hōken), der ihr die Möglichkeit anbietet, weiterzuleben. Dafür soll sie für die Organisation S.E.E.D. arbeiten, welche gegen die Rāja kämpft. Ihr wird die Zukunft der Erde gezeigt, bei der die Umwelt völlig zerstört und das Leben unmöglich geworden ist. Die Rāja scheinen die Ursache für all dies zu sein und die Zivilisation zu zerstören. Jūna erhält von Chris ein Krummjuwel, das sich selbständig an ihre Stirn anheftet. Es synchronisiert sich mit der Erde und gibt ihr so die Macht zum Kampf gegen die Rāja. Jūna wird als Arjuna zur Inkarnation der Zeit.
Bald soll Jūna das erste Mal mit Pfeil und Bogen gegen die Raaja vorgehen, doch gelingt es ihr nur mit Mühe und der Hilfe von Chris. Ihre Fähigkeiten ermöglichen es ihr, die Welt zu sehen, wie sie ist, und sie erkennt die zerstörerischen Prozesse hinter der Konsumwelt. Sie wird zur Verbesserung ihrer Fähigkeiten auf sich allein gestellt in den Wald geschickt, wo sie zuerst verzweifelt versucht zu überleben. Bald kann Tokio sie finden und beide kommen bei einem alten Mann unter. Dieser lehrt sie, die Natur zu verstehen und zu achten. Zurück in Kobe gerät sie immer mehr in Konflikt mit der modernen Gesellschaft und sich selbst. Schließlich sagt ihr Chris auch immer wieder, dass sie die Rāja nicht töten solle.
Schließlich kommt es durch einen Unfall in einem von Tokios Vater geleiteten Labor dazu, dass große Mengen kohlenwasserstoffzersetzender Mikroorganismen in das Wasser von Kobe gelangen und sich weiterverbreiten. Die Organismen sollten ursprünglich zum Abbau von Ölteppichen eingesetzt werden. Nun bedrohen sie die Energieversorgung von ganz Japan und zerstören aus Erdöl gewonnene Kunststoffe, sodass die öffentliche Ordnung bald völlig zusammenbricht. Japan wird daraufhin von der Außenwelt abgeschnitten und die Bevölkerung leidet unter Hungersnot und Wasserknappheit. Schließlich kann Jūna das wahre Wesen der Rāja erkennen, sie sind die Folge der Umweltverschmutzung der Erde durch den Menschen. Nun bedrohen sie die Bevölkerung von Japan. Jedoch erkennt Jūna im letzten Kampf gegen die Rāja, dass diese selbst essbar sind und so die Not der Menschen lindern können.

## Inspiration und Themen
Viele Begriffe der Serie sind dem Hinduismus entlehnt, so der Name Arjuna, ein Prinz aus der indischen Mythologie, Schüler der Gottheit Krishna. Auch Arjunas Beschützer Ashura, ein Halbgott mit dämonischen Zügen, stammt aus dem Hinduismus. Im Laufe der Serie wird außerdem auf verschiedene ökologische und soziale Probleme eingegangen. Außerdem geht es um den Kreislauf von Leben und Tod.

## Produktion
Die Serie wurde im Jahr 2001 vom Studio Satelight unter der Regie von Shōji Kawamori produziert. Das Charakter-Design stammt von Takahiro Kishida, künstlerische Leiter waren Dai Ohta, Masanobu Nomura und Masaru Ohta.
In der Serie werden in großem Umfang Computeranimationen verwendet, die Rāja werden mit Cel animiert. Häufig kommen schnelle Kamerafahrten vor, so beim Motorradunfall oder der Begegnung mit den Rāja. Auch Realfilm-Sequenzen finden Anwendung.

## Veröffentlichungen
Die Serie wurde vom 9. Januar bis zum 27. März 2001 auf dem japanischen Fernsehsender TV Tokyo ausgestrahlt.
In Deutschland wurde die erste Folge der Serie am 5. September 2003 auf VOX gesendet, mit japanischem Originalton und deutschen Untertiteln. 2004 folgte die vollständige Serie auf VIVA, die komplett deutsch synchronisiert war. Später folgten weitere Ausstrahlungen auf den Sendern VOX und Animax. Ab Dezember 2003 erschien der Anime in Deutschland auf vier DVDs bei  OVA Films. Die DVDs wurden von der FSK ab 16 Jahren freigegeben.
Animax Asia strahlte die Serie auf Englisch aus, außerdem wurde sie von Bandai Entertainment in den USA und von Madman Entertainment in Australien veröffentlicht. Dybex brachte den Anime auf Französisch heraus, Shin Vision auf Italienisch. Animex sendete die Serie außerdem auf Spanisch und Portugiesisch in Lateinamerika.

### Synchronisation
Die deutsche Synchronisation wurde produziert von brandt Film Berlin.
| Rolle            | Japanischer Sprecher (Seiyū) | Deutscher Sprecher  |
| ---------------- | ---------------------------- | ------------------- |
| Jūna Ariyoshi    | Mami Higashiyama             | Julia Kaufmann      |
| Tokio Oshima     | Tomokazu Seki                | Kim Hasper          |
| Chris Hawken     | Yuji Ueda                    | Ozan Ünal           |
| Teresa Wong      | Yoko Soumi                   | Martina Treger      |
| Cindy Klein      | Mayumi Shintani              | Andreschka Großmann |
| Sayuri Shirakawa | Aya Hisakawa                 | Susanne Geier       |

### Musik
Der Soundtrack wurde von Yōko Kanno komponiert. Die Texte einiger Musikstücke sind japanisch, in anderen Stücken wird eine eigene, „nicht-weltliche“ Sprache benutzt.
Als Hauptthema wurde Mameshiba verwendet, gesungen von Maaya Sakamoto. Ein weiteres Thema ist Early Bird gesungen von Chinatsu Yamamoto. Beide Titel untermalen die Serien in verschiedenen Variationen und dienen sowohl als Intro-, als auch als Endtitel. Mit Sanctuary und Motor Bike von Sakamonto und Cloé von Yamamoto steuerten beide Sängerinnen weitere Titel zu der Serien bei.

## Rezeption
Die Fachzeitschrift Animania schreibt bei Arjuna von einer der ambitioniertesten Serien ihrer Zeit. Der Anime sei vielschichtig und hintergründig, die Behandlung der Zerstörung der Umwelt sei ein ernstes Anliegen der Macher. Die Botschaft der Serie lasse kaum einen Zuschauer unberührt, jedoch bleibe es nicht beim erhobenen Zeigefinger, sondern es würden auch Lösungen angeboten.
Die Animationen seien eindrucksvoll und das Zusammenspiel der verschiedenen Techniken reibungslos. Der Einsatz von Realszenen sei revolutionär und unterstreiche den Bezug zur Realität. Die Charaktere seien liebevoll geschaffen, wenn auch Arjuna als Reinkarnation der Zeit in grellen Farben auftritt. Die stimmungsvolle sphärische Hintergrundmusik spiegele die Erdverbundenheit der Serie wider.